# Verdure-tapet

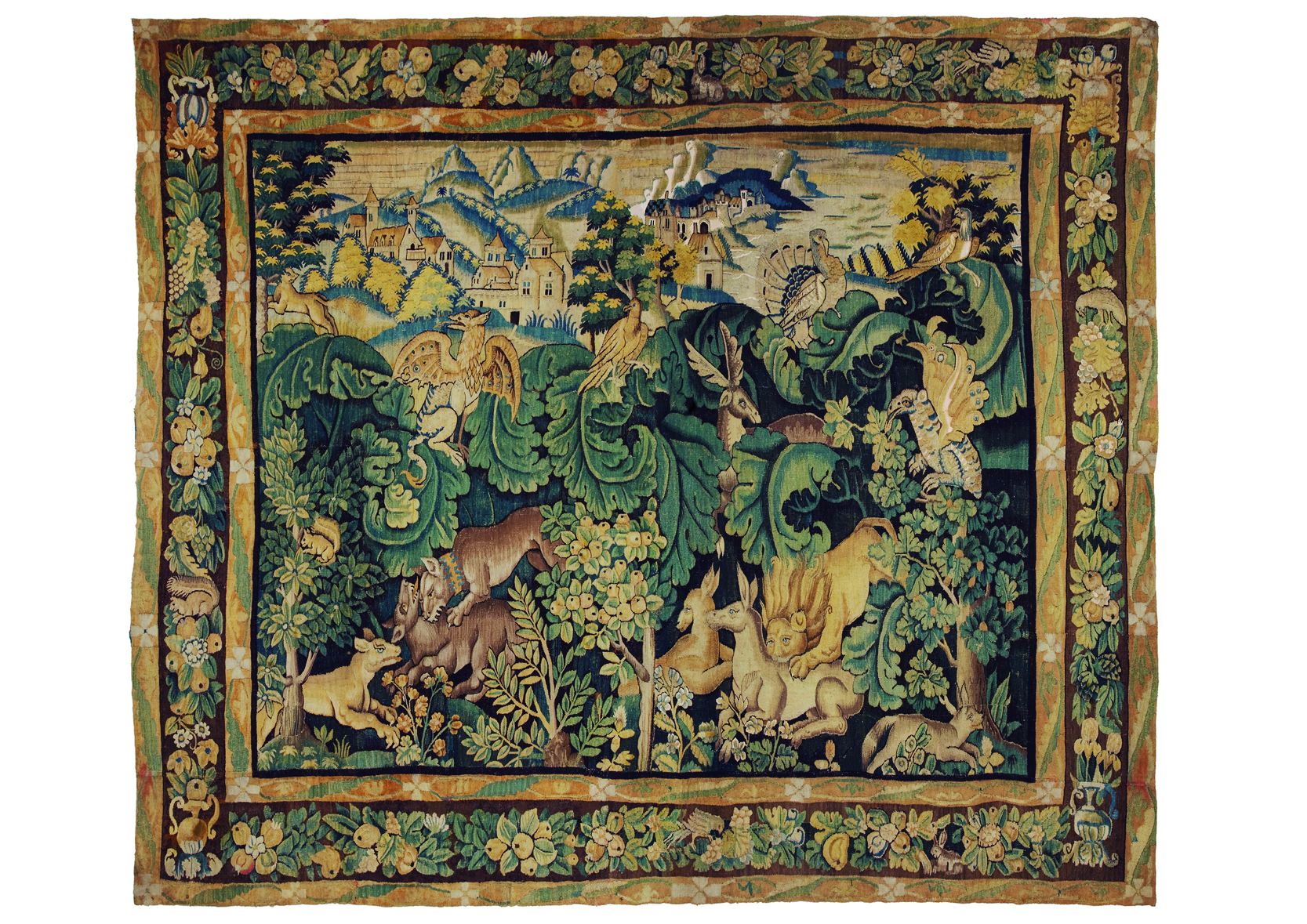
Verduretapet.

Verdure-tapet är ett gobelängmotiv vars huvudsakliga färg är grönt och vilken till övervägande del föreställer skogsscener, gärna med mycket fåglar och andra djur, även fantasibetonade djur. Ordet härstammar ur franska betydelsen av grönska. Dagens bibehållna verdure-tapeter har dock ofta en blågrön ton då den gula komponenten i det gröna har blekts bort.